# Königsspringergambit
|   | a | b | c | d | e | f | g | h |   |
| 8 |   |   |   |   |   |   |   |   | 8 |
| 7 |   |   |   |   |   |   |   |   | 7 |
| 6 |   |   |   |   |   |   |   |   | 6 |
| 5 |   |   |   |   |   |   |   |   | 5 |
| 4 |   |   |   |   |   |   |   |   | 4 |
| 3 |   |   |   |   |   |   |   |   | 3 |
| 2 |   |   |   |   |   |   |   |   | 2 |
| 1 |   |   |   |   |   |   |   |   | 1 |
|   | a | b | c | d | e | f | g | h |   |

Die Ausgangsstellung des Königsspringergambits
Beim Königsspringergambit handelt es sich um eine Eröffnung des Schachspiels, die in mehrere Varianten unterteilt wird. Das Königsspringergambit zählt zu den Offenen Spielen.
Es entsteht aus dem Königsgambit nach den Zügen
1. e2–e4 e7–e5
2. f2–f4 e5xf4 (angenommenes Königsgambit)
3. Sg1–f3
Der Springerzug entwickelt eine Figur und verhindert ein Schach der schwarzen Dame auf h4.
Zu den Hauptvarianten des Königsspringergambits zählen Antworten mit 3. … g7–g5. Schwarz hat jedoch auch viele andere Antwortmöglichkeiten.

## Hauptvarianten nach 3. … g7–g5
Nach 3. … g7–g5 (der klassischen Verteidigung) hat Weiß die Züge 4. h2–h4, 4. Lf1–c4, 4. d2–d4 und 4. Sb1–c3.
|   | a | b | c | d | e | f | g | h |   |
| 8 |   |   |   |   |   |   |   |   | 8 |
| 7 |   |   |   |   |   |   |   |   | 7 |
| 6 |   |   |   |   |   |   |   |   | 6 |
| 5 |   |   |   |   |   |   |   |   | 5 |
| 4 |   |   |   |   |   |   |   |   | 4 |
| 3 |   |   |   |   |   |   |   |   | 3 |
| 2 |   |   |   |   |   |   |   |   | 2 |
| 1 |   |   |   |   |   |   |   |   | 1 |
|   | a | b | c | d | e | f | g | h |   |

Ausgangsstellung des Allgaier-Gambits nach 5. Sf3–g5
- 4. h2–h4. Nach 4. h4 ist der Vorstoß 4. … g5–g4 erzwungen. Nach 4. … h6? würde 5. hxg5 hxg5 6. Txh8 den Turm gewinnen und nach 4. … f6? gewinnt 5. Sxg5! (z. B. 5. … fxg5 6. Dh5+ Ke7 7. Dxg5+ Sf6 8. e5 gewinnt den Springer zurück, 7. … Ke8 8. Dh5+ nebst De5+ bringt sogar Qualitätsgewinn)
  - Allgaier-Gambit: 5. Sf3–g5. Nach 5. … h7–h6 ist das Figurenopfer 6. Sg5xf7 forciert und führt zu Angriff.
  - Kieseritzky-Gambit: 5. Sf3–e5. Das gilt als nachhaltiger und war lange Zeit die Hauptvariante des Königsgambits. In Boris Spasski – Bobby Fischer, Mar del Plata 1960, unterlag Fischer und schrieb als Reaktion darauf seinen berühmten Aufsatz A bust to the king's gambit und behauptete mit 3. … d7–d6 (Fischer-Verteidigung) eine Widerlegung des Königsgambits gefunden zu haben.

- 4. Lf1–c4
  - 4. … g5–g4. Weiß kann den Springer mit 5. Sf3–e5 retten und in den Angriff auf f7 einschalten, oder er opfert ihn, wodurch ihm die Initiative erhalten bleibt:
    - Salvio-Gambit: 5. Sf3–e5 Weiß bringt den Springer in den Angriff auf den Schwachpunkt f7 ein, riskiert aber … Dd8–h4+. Der ECO-Code ist C37.
    - Lolli-Gambit 5. Lc4xf7+ vermeidet wegen Ke8xf7 6. Sf3xe5+ das schwarze Damenschach auf h4
    - Muzio-Gambit: 5. 0–0 g4xf3 6. Dd1xf3 mit unklarem Spiel
    - McDonnell-Gambit: 5. Sb1–c3 g4xf3 6. Dd1xf3, gilt im Vergleich zum Muzio-Gambit als schwächer.
      - 6. … d7–d5!
        - 7. Lc4xd5 Sg8–f6 8. Df3xf4 wie in einer Partie von Frank James Marshall–Leonhardt
        - 7. Sc3xd5 c7–c6? (7. … Lc8–e6!) 8. Sd5xf4 Marshall–Géza Maróczy

      - 6. … Lf8–h6 7. d2–d4  McDonnell–La Bourdonnais

    - Ghulam-Kassim-Gambit 5. d2–d4

  - 4. … Lf8–g7
    - Philidor-Variante (oder auch Philidor-Gambit genannt): Nach 4. … Lf8–g7 versucht Weiß mit 5. h2–h4 die Sprengung der schwarzen Bauernkette. Die Antwort h7–h6 deckt. Auch Greco wird mit der Sprengung h4 in Verbindung gebracht.
    - Hanstein-Variante (oder auch Hanstein-Gambit genannt): 4. … Lf8–g7 5. d2–d4 d7–d6 6. 0–0 ( 6. c2–c3 ist das Mayet-Gambit) Sb8–c6 7. c2–c3 h7–h6 (die Variante ist auch durch diverse Zugumstellungen zu erreichen, z. B. durch Fischers Zugfolge, beginnend mit 3. … d7–d6; s. u.) Zwar führt 8. Dd1–a4 Lc8–d7 9. Da4–b3 die Doppeldrohung Db3xb7 und Lc4xf7+ herbei. Doch 9. … Sc6–a5 10. Lc4xf7+ Ke8–e7 10. Db3–a3 Ke7xf7 12. Da3xa5 Kf7–g6 ist ausgeglichen. Alternativ dazu ist ein Aufbau mit 8. g2–g3 g5–g4 9. Sf3–h4.
    - Das moderne 4. … Lf8–g7 5. g2–g3 g5–g4 6. Sf3–h4 f4–f3 7. d2–d4 Sb8–c6 8. Lc1–e3 ermöglicht den Befreiungsschlag 8. … d7–d5 9. Lc4xd5 Sg8–e7. 8. … d7–d6 9. Sb1–c3 Sg8–f6 10. Dd1–d2 Lc8–e6 11. Lf1–d3 Sc6–b4 zeigt ein anderes Spiel gegen den früh nach c4 entwickelten Läufer. Das moderne 5. g2–g3 wird deshalb nach Rosentreters 4. d2–d4 Lf8–g7 oder Quaades 4. Sb1–c3 Lf8–g7 eingesetzt, um mit Le3 und Dd2 die lange Rochade herbeizuführen.
- Rosentreter-Gambit 4. d2–d4 mit Ideen wie beim Quaade-Gambit, wobei hier laut E. A. Schmidt in der Fortsetzung 4. … g5–g4 5. Sf3–e5 Dd8–h4+ 6. g2–g3 f4xg3 7. Dd1xg4 Schwarz durch 7. … Dh4xg4 8. Se5xg4 d7–d5 9. Sg4–e3 d5xe4 10. h2xg3 Sb8–c6 eine gute Stellung erhält.[1] Shaw weist auf 10. Se3–d5 Lf8–d6 11. Sb1–c3 hin. Der Caveman-Angriff 5. Lc1xf4 g4xf3 6. Dd1xf3 findet deswegen Befürworter und wurde schon von Morosewitsch gespielt. Nach 6. … Sb8–c6 kann 7. c2–c3 den d4 bequem decken. 4. … d7–d6 führt zur Fischer-Verteidigung.
- Quaade-Gambit 4. Sb1–c3 mit der Idee 4. … g5–g4 5. Sf3–e5 Dd8–h4+ 6. g2–g3 f4xg3 7. Dd1xg4. Nun erhält Weiß nach 7. … g3–g2+ 8. Dg4xh4 g2xh1D 9. Dh4–h5 Sg8–h6 10. d2–d4 entscheidenden Angriff, denn der Sc3 deckt e4. Deshalb wird besser mit 7. … Dh4xg4 8. Se5xg4 d7–d5 9. Lf1–h3 d5xe4 10. Sg4–f6+ Ke8–d8 11. Lh3xc8 Kd8xc8 12. Sf6xe4 g3xh2 13. Th1xh2 und Ausgleich fortgesetzt (Analyse von E. A. Schmidt).[2]

## Andere Fortsetzungen
- Cunningham-Gambit: 3. … Lf8–e7 4. Lf1–c4 Le7–h4+, die Theorie schlägt abweichend 4. … Sg8–f6 vor.
- Schallopp-Verteidigung: 3. … Sg8–f6, worauf gewöhnlich 4. e4–e5 Sf6–h5 gespielt wird
- Moderne Verteidigung: 3. … d7–d5 4. e4xd5 Sg8–f6. Eine spektakuläre Beispielpartie ist Spasski – Bronstein, UdSSR-Meisterschaft 1960.
- Tolusch-Verteidigung: 3. … Sg8–e7 Der Springer zieht weiter nach g6 um von dort den f4-Bauern zu verteidigen.[3]
  - 4. d2–d4 d7–d5 5. Sb1–c3 d5xe4 6. Sc3xe4
  - 4. h2–h4 Falls der Springer nach g6 zieht, kann er mit h4–h5 vertrieben werden. 4. … h7–h5 blockiert den weißen h-Bauern. In der Partie Polerio-N.N. um 1590 folgte 5. Lf1–c4 Se7–g6? 6. Sf3–g5.
- Becker-Verteidigung oder Nordische Verteidigung: 3. … h7–h6 bereitet …g7–g5 vor. Weiß kann den Plan verhindern mit 4. h2–h4[4] Fischer gab 4. d2–d4 g7–g5 5. h2–h4 Lf8–g7 6. g2–g3 g5–g4 7. Sf3–h2 fxg3 8. Sxg4 (8. Dxg4 verliert wegen gh2 9. Dxg7 Dxh4+ 10. Kd1 Df6) d5 9. e5 Lf5 10. Lf4 mit Ausgleich an.
- Fischer-Verteidigung: 3. … d7–d6. Nach einer Niederlage gegen Boris Spasski in Mar del Plata 1960 veröffentlichte Bobby Fischer im American Chess Quarterly 1961 den berühmten Artikel A bust to the king's gambit, in dem er den „hochklassigen Wartezug“ 3. … d7–d6 empfiehlt und als „Widerlegung“ des Königsspringergambits bezeichnet. Sinn dieses Zugs ist es, über 4. Lf1–c4 die Hanstein-Variante (s. o.) zu erreichen, ohne dass man dem Gegner Gelegenheit gibt, das Kieseritzky-Gambit zu spielen.
- 3. … c7–c6? plant …d7–d5 stellt sich aber nach 4. d2–d4! d7–d6 als Tempoverlust heraus.[5]
- 3. … f7–f5?! Eine Art verzögertes Greco-Gambit (2. … f7–f5) das jedoch im zweiten Zug bereits zweifelhaft ist und im dritten noch schwächer.[6]